# Venejärvi (sjö i Finland, Lappland, lat 66,22, long 27,23)
Venejärvi är en sjö i Finland. Den ligger i kommunen Rovaniemi i landskapet Lappland, i den norra delen av landet, 700 km norr om huvudstaden Helsingfors. Venejärvi ligger 174,5 meter över havet. Arean är 36 hektar och strandlinjen är 3,61 kilometer lång. Sjön  ingår i Kemi älvs huvudavrinningsområde. 